# Ngôn ngữ lập trình hệ thống
Ngôn ngữ lập trình hệ thống (tiếng Anh: system programming language) thường đề cập đến một ngôn ngữ lập trình được dùng cho lập trình hệ thống; các ngôn ngữ đó được thiết kế để viết phần mềm hệ thống, thường đòi hỏi cách tiếp cận phát triển khác với phần mềm ứng dụng.
Phần mềm hệ thống là phần mềm máy tính được thiết kế để vận hành và kiểm soát phần cứng máy tính, và để cung cấp nền tảng để chạy phần mềm ứng dụng. Phần mềm hệ thống bao gồm các danh mục phần mềm như hệ điều hành, phần mềm tiện ích, chương trình điều khiển, trình biên dịch (compiler), và trình liên kết (linker).

## Các ngôn ngữ chính
| Ngôn ngữ | Nguồn gốc từ                 | Tạo ra năm | Ảnh hưởng bởi                                                                       | Dùng cho                                                                                                |
| -------- | ---------------------------- | ---------- | ----------------------------------------------------------------------------------- | --- |
| ESPOL    | Burroughs Corporation        | 1961       | Algol 60                                                                            | MCP |
| PL/I     | IBM, SHARE                   | 1964       | Algol, FORTRAN, some COBOL                                                          | Multics                                                                                                 |
| PL360    | Niklaus Wirth                | 1968       | Algol 60                                                                            | Algol W                                                                                                 |
| C        | Dennis Ritchie               | 1969       | BCPL                                                                                | Most operating system kernels, including Windows NT and most Unix-like systems                          |
| PL/S     | IBM                          | 196x       | PL/I                                                                                | OS/360                                                                                                  |
| BLISS    | Carnegie Mellon University   | 1970       | Algol-PL/I                                                                          | VMS (portions)                                                                                          |
| PL/8     | IBM                          | 197x       | PL/I                                                                                | AIX |
| PL-6     | Honeywell, Inc.              | 197x       | PL/I                                                                                | CP-6 |
| SYMPL    | CDC                          | 197x       | JOVIAL                                                                              | NOS subsystems, most compilers, FSE editor                                                              |
| C++      | Bjarne Stroustrup            | 1979       | C, Simula                                                                           | See C++ Applications                                                                                    |
| Ada      | Jean Ichbiah, S. Tucker Taft | 1983       | Algol 68, Pascal, C++, Java, Eiffel                                                 | Embedded systems, OS kernels, compilers, games, simulations, CubeSat, air traffic control, and avionics |
| D        | Digital Mars                 | 2001       | C++                                                                                 | Multiple domains                                                                                        |
| Nim      | Andreas Rumpf                | 2008       | Ada, Modula-3, Lisp, C++, Object Pascal, Python, Oberon                             | OS kernels, compilers, games                                                                            |
| Go       | Google                       | 2009       | Alef, APL, BCPL, C, CSP, Limbo, Modula, Newsqueak, Oberon, occam, Pascal, Smalltalk | Web servers, back-end development                                                                       |
| Rust     | Mozilla Research             | 2010       | C++, Haskell, Erlang, Ruby                                                          | Servo layout engine, Redox OS                                                                           |
| Swift    | Apple Inc.                   | 2014       | C, Objective-C, Rust                                                                | macOS, iOS app development                                                                              |